# Hilton Moreira
Hilton Thon Mauro Moreira, hay Thon Moreira hay Thon Thomas (sinh ngày 27 tháng 2 năm 1981 ở Pindamonhangaba, São Paulo) là một cầu thủ bóng đá người Brasil thi đấu ở vị trí tiền đạo. Hiện tại anh thi đấu cho câu lạc bộ Indonesia, Persipura Jayapura ở Liga 1. Và trước đây anh cũng thi đấu cho Penang FA ở Malaysia Premier League cùng với người bạn, Beto Gonçalves.
Vào tháng 5 năm 2013, Sriwijaya và Persib Bandung đồng ý trao đổi cầu thủ. Dzumafo (đến Sriwijaya) và Hilton (đến Persib) đổi cho nhau. Vào tháng 12 năm 2013, Hilton chuyển đến câu lạc bộ tại M-League 2, Penang FA sau ấn tượng tại trận đấu trước mùa giải với Kelantan FA khi đội bóng thắng 2-0.

## Danh hiệu
Sriwijaya
- Indonesia Super League: 2011–12